# Marques Bolden
Marques Terrell Bolden (Dallas, 17 aprile 1998) è un cestista statunitense naturalizzato indonesiano.

## Carriera
Con l'Indonesia ha disputato i Campionati asiatici del 2022.

## Palmarès
- McDonald's All-American Game (2016)